# Роздільська загальноосвітня школа І—ІІІ ступенів
Роздільська загальноосвітня школа І—ІІІ ступенів — загальноосвітня школа в смт. Розділ Миколаївського району Львівської області, Україна.

## Історія шкільництва в Роздолі
Роздільська школа веде свою історію з XVIII століття. У 1788 році в документах згадувалась «католицька нормальна школа» в містечку Роздолі.
У 1794 році школа отримала статус тривіальної. Імовірно, що школа перебувала під опікою ченців ордену кармелітів місцевого монастиря.
У 1799 при церкві Успення Діви Марії у Роздолі, за пароха о. Іван Помазанського, був шпиталь та школа. У 1832 році у ній навчались усього 5 українських дітей з Роздолу, а також діти з Березини та Крупська. Ймовірно це була польська школа, але у ній навчалися і українці.
У вересні 1892 року місцева 2-класна школа стала 4-класною. У 1910 році в місті практично було три школи: чоловіча та дві жіночі: християнська та єврейська.
У них працювало 15 учителів: 10 поляків, 4 українці та 1 єврейка. Проте в місті було біля 10 % неграмотного населення.
У 1914 році в 6-класній школі навчалося 118 учнів, у 4-класній дівочій — 87 учениць. У 1935 юці у чоловічій школі було 94 учні, а в дівочій 43 учениці.

## Сучасна школа
У вересні 1946 року у селищі Роздолі почала працювати теперішня середня школа, перший випуск якої відбувся у 1948 році.
Школа розміщалася у 5-ти пристосованих приміщеннях, а у вересні 1993 року школярі та вчителі перейшли у новобудову.
Роздільську середню школу закінчило 1910 учнів, 289 з яких нагороджені золотою та срібними медалями.
Станом на березень 2018 року 337 учнів навчає 40 вчителів, 26 з яких випускники школи.

## Видатні випускники
- Баль Андрій Михайлович — український футбольний тренер.
- Андрій Марунчак — активіст Помаранчевої революції та Євромайдану, учасник війни на сході України.
- Гудима Олександр Миколайович — народний депутат України